# Jennifer Bini Taylor
Pour les articles homonymes, voir Bini.
Jennifer Bini Taylor, est une actrice américaine, née le 19 avril 1972, à Coral Springs, en Floride, aux États-Unis.  
Elle est connue pour son rôle de Chelsea Melini dans la série télévisée Mon oncle Charlie. Elle est également apparue dans le film Sexcrimes avec Neve Campbell et Denise Richards. 

## Filmographie
- 1998 : Sexcrimes : Barbara Baxter
- 1998 : Maximum Bob (série télévisée) : Gail Tyrone
- 1998 : Mister G : Hot Tub Girl
- 1998 : Waterboy : Rita
- 2000 : Pacific Blue (série télévisée) : Patti Wolfson
- 2000 : Diagnostic : Meurtre (série télévisée) : Charmaine Dufour
- 2000 : The Disciples : Kulmo
- 2000 : Arliss : Robert Takega
- 2000 : Oui, chérie ! (série télévisée) : Rebecca
- 2001 : Nathan's Choice : Julia
- 2001 : Miami Sands : Laura
- 2003 : Mon oncle Charlie (série télévisée) : Suzanne (saison 1, épisode 1)
- 2004 : Mon oncle Charlie (série télévisée) : Tina (saison 2, épisode 11)
- 2005 : Charmed : Eve
- 2005 : La rumeur court... : Jocelyn Richelieu
- 2006 : Las Vegas (série télévisée) : Judy McKee
- 2007 : Mon oncle Charlie (série télévisée) : Nina (saison 5, épisode 7)
- 2008 : Ghost Whisperer (série télévisée) : Jill Benjamin
- 2008 : Unhitched (série télévisée) : Sasha
- 2008-2011 : Mon oncle Charlie (série télévisée) : Chelsea Melini
- 2013 : Un homme trop parfait (The Perfect Boyfriend) (TV) : Karen
- 2013 : Ashley : Stacy
- 2016 : Mom : Alyssa